# Amber Road
Amber Road, Inc. (NYSE: AMBR) war ein US-amerikanischer Softwarehersteller, der sich auf Global Trade Management (GTM)-Lösungen spezialisiert hat. Der Hauptsitz von Amber Road liegt in East Rutherford, New Jersey (USA), das europäische Hauptquartier liegt in München (Deutschland). Das Unternehmen unterhält weitere Büros in McLean, Cary (USA), Hongkong, Shanghai und Shenzhen (China) sowie Bangalore (Indien). Amber Road-Lösungen werden von Unternehmen in 80 Ländern weltweit eingesetzt. Im Mai 2019 verkündete der Software-Anbieter E2open die vollständige Übernahme von Amber Road.

## Geschichte
Das Unternehmen wurde 1990 von John und James Preuninger unter dem Namen Management Dynamics, Inc. in den USA gegründet. Im Jahr 2011 erfolgte die Umbenennung in Amber Road.
Aufgrund des starken internationalen Wachstums wurde im Jahr 2013 in München die EMEA-Zentrale München eröffnet. Im Jahr 2014 erfolgte der Börsengang an der NYSE.
Folgende andere Unternehmen wurden seit der Gründung akquiriert: Bridgepoint, NextLinx (beide 2005), EasyCargo (2013) und ecVision (2015).

## Produkte
Amber Road entwickelt und programmiert sogenannte Global Trade Management (GTM)- Lösungen, die als Software as a Service (SaaS) angeboten werden. Diese werden kombiniert mit einer umfassenden Datenbank über Vorschriften und Bestimmungen des internationalen Handels, unter der Marke Global Knowledge®.
Die Aufgabe von Global Trade Management Software ist für Transparenz und Automatisierung im Außenhandel und im Supply-Chain-Management zu sorgen. Im Allgemeinen wird diese in die Enterprise-Resource-Planning Systeme integriert.